# Kristoffer Örstadius
Per Kristoffer Örstadius, född den 7 juli 1986 i Kristianstad, är en svensk journalist och undersökande reporter på Dagens Nyheter.
Örstadius har de senaste åren publicerat flera avslöjanden som bygger på kombination av grävande journalistik och analyser av data. 2015 fick han Stora Journalistpriset för flera reportage där han enligt motiveringen använt programmering "på ett förnyande och för journalistiken inspirerande sätt". Örstadius har bland annat avslöjat hur Bredbandsbolaget och Comhem gett sina kunder osäkra modem som enkelt skulle kunna hackas.
2013 gjorde Örstadius flera avslöjanden om skolan, bland annat att 123 personer kom in på lärarutbildningen med ett resultat på högskoleprovet om 0,1. För artiklarna belönades han med Guldspaden av Föreningen Grävande Journalister.
Örstadius artiklar om IT-skandalen på Transportstyrelsen blev 2017 nominerad till Stora journalistpriset, men resulterade i stället i ytterligare en Guldspade.
Sedan 2018 arbetar han med artikelserien "Fakta i frågan" som granskar olika frågor om samhällsutvecklingen, exempelvis om inkomstklyftor, överdödligheten under pandemin och skjutvapenvåldet.
Han är uppväxt i Kristianstad, men bosatt i Stockholm.

## Utmärkelser
- Guldspaden (2013) för "Skolgranskning"
- Stora Journalistpriset (2015) för "Hackerjournalisten"
- Guldspaden (2017) för "IT-skandalen på Transportstyrelsen".
- Guldspaden (2018) för "Fakta i frågan".